# Bar el Rotllo
El Bar el Rotllo és una obra del municipi de Cassà de la Selva (Gironès) inclosa en l'Inventari del Patrimoni Arquitectònic de Catalunya.

## Descripció
Es tracta d'un edifici entre mitgeres de dues plantes. Hi ha un habitacle al pis i un bar en la planta baixa. Cal destacar la forma circular de les obertures en façana que recorden els tractaments formals del modernisme sobretot en alguns edificis comercials. La façana és tota arrebossada i pintada.